# Glyptaesopus proctorae
Glyptaesopus proctorae är en snäckart som först beskrevs av M. Smith 1936.  Glyptaesopus proctorae ingår i släktet Glyptaesopus och familjen kägelsnäckor. Inga underarter finns listade i Catalogue of Life.